# Siegfried Waslberger
Siegfried Waslberger (* 15. August 1925 in Hallein; † 1978 in Salzburg) war ein Zirkusartist aus der Tennengauer Bezirkshauptstadt Hallein, der 1957 im Handstand nach Wien ging.

## Leben
Siegfried Waslbergers Leben war vom Sport und körperlicher Fitness geprägt. Aus finanziellen Gründen konnte er seinen Traum, Sportlehrer zu werden, nicht realisieren. Nach dem Zweiten Weltkrieg begann Waslberger sein hartes Akrobatiktraining. Er spezialisierte sich dabei auf Handstandakrobatik und erlangte dabei den Ruf, zu den Weltbesten zu gehören. 

## 327 Kilometer im Handstand
Am 15. Mai 1957 startete Siegfried Waslberger seinen Handstandmarsch nach Wien, seine drei Brüder und einer Polizeieskorte begleiteten ihn. Er legte die Strecke von Salzburg nach Wien in 100 Tagen zurück. Am 25. August 1957 erreichte er nach genau 327 Kilometern Schönbrunn, wobei er täglich 3,5 bis 4 Kilometer bewältigte.